# Calcio Fiorentino

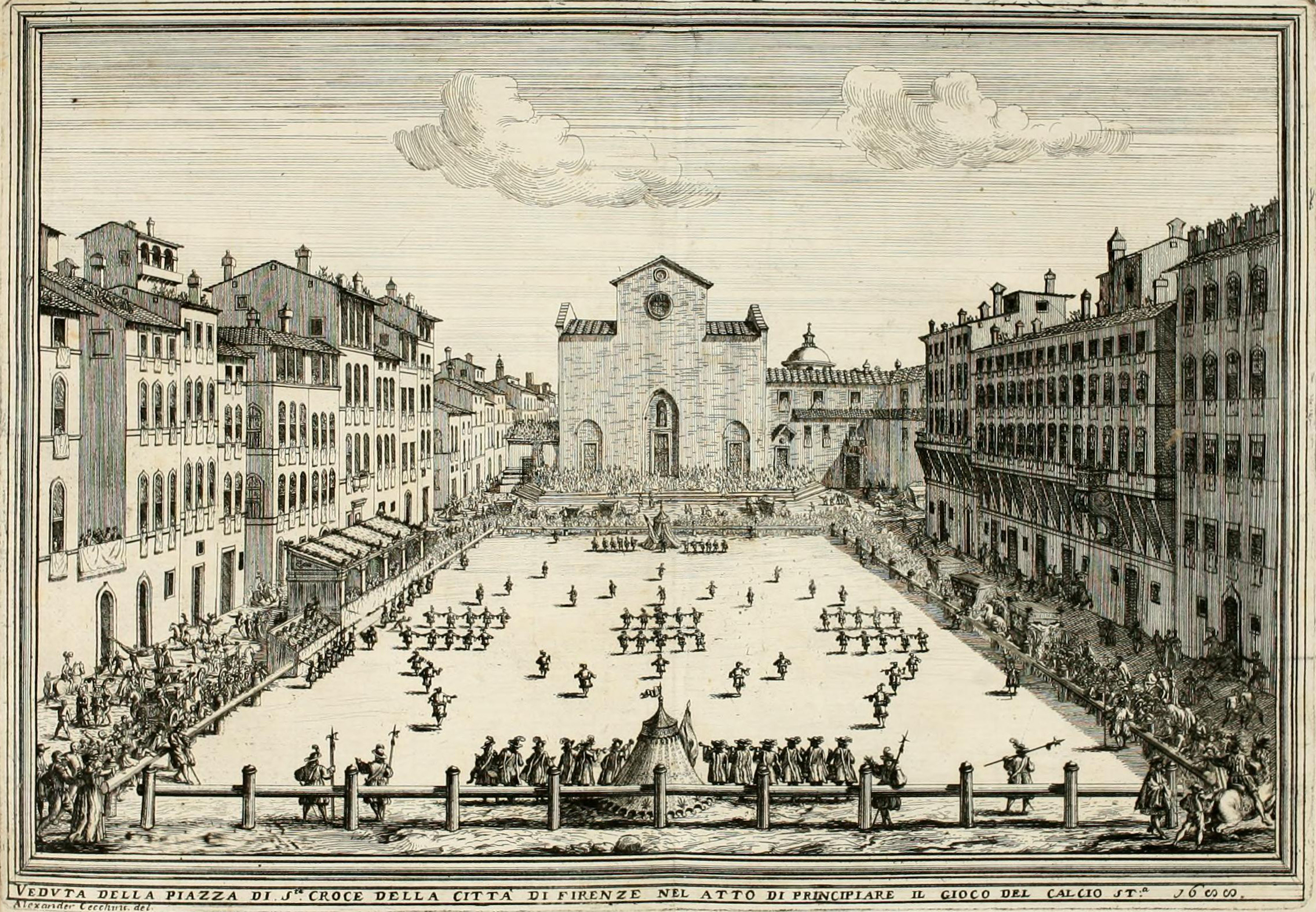
Een partij Calcio in 1688

Calcio Fiorentino was een vroege vorm van voetbal, die in de 16e eeuw ontstond in Florence. De sport werd bekend als "giuoco del calcio fiorentino" (Florentijns trapspel) of simpelweg "calcio" (trap).
De officiële regels werden in 1580 gepubliceerd door een zekere Giovanni Bardi. Net als bij Harpastum, een balspel in het Romeinse Rijk, werd het gespeeld door twee teams van 27 mannen, die handen en voeten mochten gebruiken. Goals werden gemaakt door de bal in een net over de rand van het veld te gooien. Het speelveld was een grote zandvlakte. Er was een scheidsrechter, zes grensrechters en een veldmeester. Een wedstrijd duurde 50 minuten en de ploeg met de meeste punten ("cacce") won.
Calcio werd oorspronkelijk gespeeld door rijke aristocraten, die tussen Driekoningen en de vastentijd elke avond een wedstrijd speelden. Het spel was zelfs populair in het Vaticaan; zelfs pausen zoals Clemens VII en Urbanus VIII speelden het.
Nadat de sport zo'n twee eeuwen niet meer gespeeld was, werd zij in 1930 nieuw leven ingeblazen. Vandaag de dag worden er jaarlijks drie wedstrijden gespeeld op de Piazza Santa Croce, in de derde week van juni.

## Vandaag de dag
Het evenement wordt ingeleid met een stoet door het historische centrum van Florence en een voorstelling van de deelnemende wijken. De historische parade van de Republiek van Florence is een belangrijk onderdeel van het stadsleven. De historische kostuums komen uit de tijd toen de stad werd verdedigd tegen Keizer Karel V. Het is een  militaire processie uit die periode, iedereen in de parade draagt militaire kledij uit de 16e eeuw.

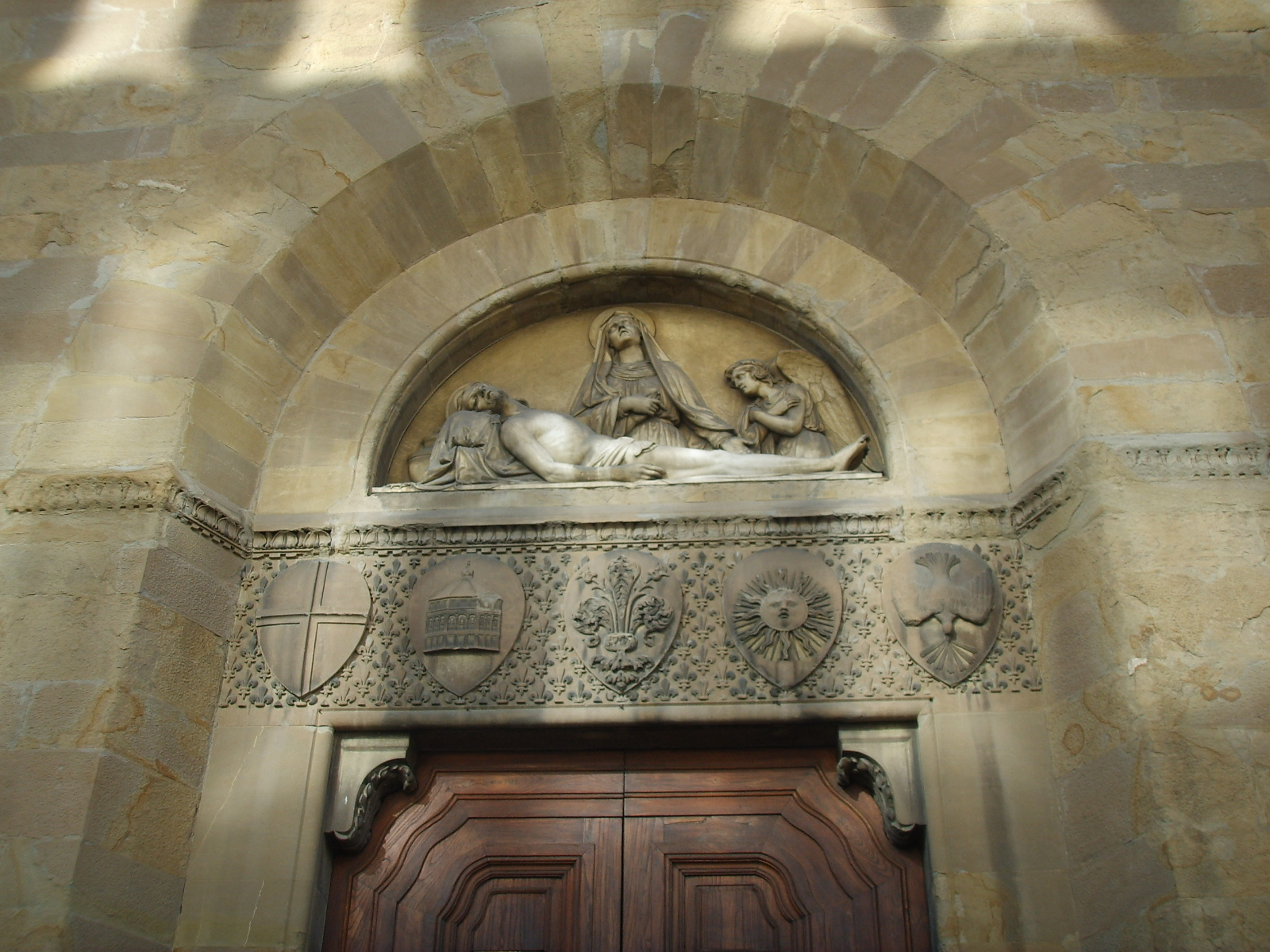
De emblemen van de verschillende wijken

Elke groep heeft een eigen embleem dat ze onderscheidt van de rest van de stoet. De voorste banier toont een rode lelie op een witte achtergrond, met daaronder "FIORENZA." Uiteindelijk begeleidt de parade de spelers van het toernooi naar de Piazza Santa Croce.

### De districten
De districten van Florence namen symbolisch deel aan het historische Florentijnse voetbal toernooi. Ze werden in teams opgedeeld tijdens de wederopkomst van de sport in 1930. Bij de  eerste wedstrijden waren slechts twee teams betrokken, het witte team van de "Oltrarno" (andere kant van de rivier de Arno), en het groen team van "di qua 'd'Arno" (deze kant van de Arno). Op 24 juni 1933, ontstond er een derde team, het rode team, en het volgende jaar een vierde, het blauwe team. Om meer saamhorigheid tussen spelers te bewerkstelligen, werden er specifiekere teamnamen gecreëerd.  
Teams, kleuren en historische wijken werden definitief vastgelegd. Deze vier districten zijn sindsdien de belangrijkste spelers in het Florentijnse voetbal. Elk team heeft een kleur en is aangesloten bij een plaats van verering op hun grondgebied. De divisies verwijzen naar 16e-eeuwse verdeling van Florence in vieren, en ze vervangen de eerdere "sequestri" (districten). Elke wijk heeft een banier met een eigen bepaald symbool.

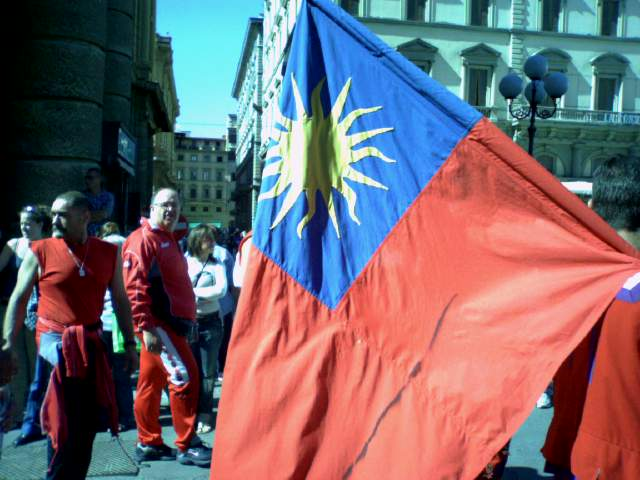
Banier van Santa Maria Novella

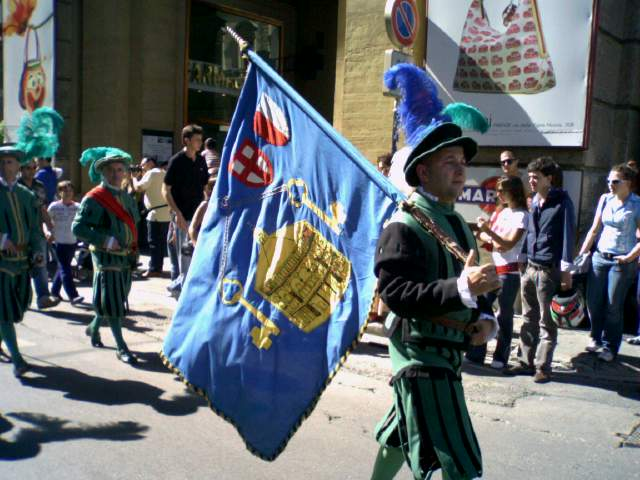
Banier van het Baptisterium San Giovanni

| District                                      | Plaats van verering                           | Kleur | Banier                                        |
| --------------------------------------------- | --------------------------------------------- | ----- | --------------------------------------------- |
| Santa Maria Novella, Noordwestelijke district | De basiliek van Santa Maria Novella           | Rood  | Een gouden zon op een blauwe achtergrond      |
| San Giovanni, Noordoostelijke district        | Het baptisterium San Giovanni                 | Groen | Het baptisterium tegen een blauwe achtergrond |
| Santa Croce, Zuidoostelijke district          | De kerk van Santa Croce                       | Blauw | Een gouden kruis tegen een blauwe achtergrond |
| Santo Spirito, Zuidwestelijke district        | De basiliek van Santa Maria del Santo Spirito | Wit   | Een witte duif tegen een blauwe achtergrond   |

### De regels
Na het spelen van twee openingswedstrijden gaan de twee winnaars naar de finale die elk jaar plaatsvindt op 24 juni; de dag van San Giovanni (St. Johannes), de patroonheilige van Florence.
Alle spelers zijn amateurs. Zo heeft de politie geprobeerd om in 2008 het spel wat te temmen met nieuwe regels, waaronder het weigeren van veroordeelde misdadigers en iedereen wiens spel in de voorgaande jaren te gewelddadig werd geacht. Zo werd in 2008 ook Gabriele (Zena) Ceccherelli geweigerd, ook al was hij sinds zijn 16e de sterspeler van Santa Croce. Hij werd gediskwalificeerd door de invoer van nog een nieuwe regel die spelers van boven de 40 jaar uitsluit.   
Een wedstrijd duurt 50 minuten en wordt gespeeld op een met zand bedekt gebied van 100 bij 50 meter. Een witte lijn verdeelt het gebied in twee identieke vierkanten, en een doelnet loopt over de breedte van elk uiteinde. Elk team heeft 27 spelers zonder reservespelers. Een team bestaat uit: 
4 Datori Indietro (keepers), 3 "Datori Innanzi" (achterspelers), 5 "Sconciatori" (middenspelers), 15 "Innanzi" of "Corridori" (voorspelers). De tent van de "Kapitein" en de "Alfiere" (vaandeldrager) ligt ter hoogte van het midden van het doelnet. Ze nemen zelf niet actief deel aan het spel, maar ze kunnen als  scheidsrechter inspringen en het spel begeleiden. Verder zijn er altijd 6 scheidsrechters op het veld.
Het spel begint wanneer de "Pallaio" de bal naar de middenlijn gooit. Dit wordt gevolgd door het afvuren van een klein kanon, de aankondiging van het begin van de wedstrijd. Een paar manoeuvres zijn nadrukkelijk verboden, zoals sucker-punching en schoppen tegen het hoofd. Alle andere manoeuvres zoals kopstoten, stompen, elleboogstoten, wurging en het gooien van zand in de ogen van de tegenstanders worden aangemoedigd, zo niet toegejuicht.
Er wordt ook steeds strenger gecontroleerd op doping gebruik. Spelers die zich inschrijven voor de  trainingen en wedstrijden van het Calcio Fiorentino moeten accepteren dat er tijdens de training en voor en na wedstrijden een  dopingcontrole uitgevoerd kan worden. Dit kan ook onaangekondigd gebeuren, en het aantal controles is voor elk team gelijk. Stimulerende middelen, verdovende middelen en drugs zijn verboden, zelfs van cafeïne mag er maar 12 microgram per kilo gewicht worden gevonden (en van THC 100 microgram, dat gelijk staat aan een alcoholpromillage 
van 0,04 g%). Als er een of meer van deze stoffen worden aangetroffen, dan worden de afzonderlijke hoeveelheden bij elkaar opgeteld. Indien de uitkomst daarvan 10mcg/ml overschrijdt, wordt die persoon als ‘positief’ beschouwd. Bij de eerste overtreding krijgt de speler een  diskwalificatie van
24 maanden, bij een tweede overtreding: 36 maanden diskwalificatie, bij een derde overtreding: levenslange uitsluiting.

## Geschiedenis
Het is lastig het daadwerkelijke beginpunt van Calcio Storico vast te stellen. Balsporten gaan terug tot in de antieke oudheid. Er wordt bijvoorbeeld al over gesproken in de werken van Homerus. Het spel dat de Grieken deden noemden zij “Sferomachia” en is na verloop van tijd overgenomen door Romeinse legioenen. Zij hebben het omgezet in een training voor hun soldaten; “harpastum” (met kracht scheuren). En aan scheuren is er geen tekort in deze gewelddadige sport. De trainingsmethode groeide in aanzien en werd toegepast door het gehele Romeinse Rijk. Mogelijk heeft het Calcio zijn weg naar Florence gevonden doordat de stad gesticht is door gepensioneerde soldaten en hun families.
Wat wel vaststaat is dat het Calcio in de tweede helft van de vijftiende eeuw na Christus zo populair was geworden onder jonge Florentijnen dat het op praktisch ieder plein en iedere straat wel gespeeld werd. Zo populair zelfs dat toen de Arno in 1490 volledig bevroren was, er een veld werd afgezet en er verschillende wedstrijden werden gespeeld. Later, toen in de regeringsperiode van de Medici het spel werd herzien, zijn de Florentijnen echte wedstrijden gaan spelen. De teams in die wedstrijden, die alleen gedurende carnaval werden gespeeld, namen trots de namen aan van edelen van de machtigste families van Florence.
Florence is overigens ook de plaats waar de naam van het spel van “harpastum” in Calcio veranderd werd. De term stond voor een van de manieren waarop men bij voorkeur de bal speelde.

### Voorlopige einde
Hoewel het spel in Europa steeds populairder werd (er is bijvoorbeeld bekend dat men in Lyon ook Calcio speelde), kwam er op een bepaald moment toch een einde aan de sport. Wellicht was het over zijn top heen of had het simpelweg zijn nut verloren. Oorlogen werden immers niet meer zo gevoerd als in de tijd van de Romeinen, dus als trainingsmethode was het niet echt meer nodig.
De laatste wedstrijden die nog gespeeld werden vonden plaats in 1739. De Florentijnse aristocratie organiseerde toen nog een laatste keer het grote Calcio Fiorentino en de wedstrijden van toen gingen dan ook de boeken in als legendarisch. In 1898 en 1902 trachtte men de sport nog wel nieuw leven in te blazen, maar deze pogingen waren weinig succesvol.

### Wederopstanding

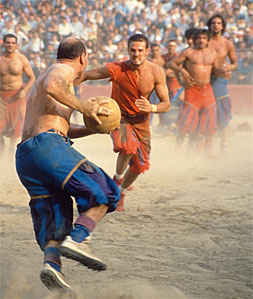

De wedstrijd die zorgde voor de wederopkomst van het spel werd gespeeld op 4 mei 1930, naar aanleiding van de 400ste jaarlijkse herdenking van het beleg van Florence. Op initiatief van Alessandro Pavolini, belangrijk lid van de Nationale Fascistische Partij, werd het eerste toernooi georganiseerd tussen de vier verschillende wijken van de stad, met spelers gekleed in historische kostuums uit de 16e eeuw.

## Calcio in de literatuur
Er is door de eeuwen op verschillende manieren geschreven over het spel of de sport Calcio, of Calcio Storico zoals wij het nu kennen. In hoeverre dit gevolgen heeft gehad voor het Calcio is niet altijd bekend, maar het is wel degelijk interessant om te zien hoe sport en spel in die tijd in de maatschappij werden ervaren.
De eerste keer dat we Calcio tegenkomen in de literatuur, als zodanig, gaat terug naar dat moment in 1490 toen de Arno bevroor. Onder andere Luca Landucci, die erover schreef in zijn dagboek en de geschiedkundige Scipione Ammirato. Opvallend waren de omstandigheden waar men onder speelde. De verschrikkelijke kou is een terugkerend fenomeen bij beide schrijvers. Ammirato vertelt dat er drie dagen achtereen gespeeld werd. Wellicht was het Calcio niet alleen leuk, maar ook praktisch; een manier om jezelf warm te houden.
Twintig jaar later is het Bartolomeo Masi die erover schrijft en weer worden dezelfde omstandigheden vermeld. Masi schrijft dat de Arno zodanig bevroren is, dat het haast lijkt alsof je over een plein loopt. Het zou dus ook kunnen dat de kou meer gelegenheid biedt voor Calcio. De Arno is immers een gigantische rivier en zou dus weleens het ideale speelveld kunnen zijn. Misschien is dit de reden dat er in die tijd vooral onder deze omstandigheden gespeeld werd.
We zijn inmiddels aangekomen in 1555, het jaar waarin het werk, Trattato del gioco della palla (= traktaat van het spel van de bal) van Antonio Scaino da Salò verschenen is. Hierin schrijft hij over verschillende balsporten waaronder Calcio, maar tennis komt bijvoorbeeld ook aan bod. Hij zet een aantal voorschriften uiteen. Wat Calcio betreft, al doet hij dit ook voor de andere sporten, zet hij een aantal voorschriften uiteen. Hij heeft het onder andere over de afmetingen en het gewicht van de bal de kleding van de spelers en de grootte van het veld. De bal was ongeveer 10 ounce, een gewichtseenheid in die tijd en een diameter van 7. De maateenheid wordt helaas niet gespecificeerd in dit document. Verder mocht de bal niet te hard zijn.
De volgende die schrijft over Calcio is Giovanni Maria de’ Bardi in zijn "Discorso sopra il Gioco del Calcio Fiorentino" (= Ideeën over het spel Calcio Fiorentino). Dit werk verschijnt in 1580. Hij omschrijft het spel hierin als het favoriete vermaak van de Florentijnen. “Het is een nobel en welgemanierd spel, waaraan geen onbelangrijke personen, arbeiders, bedienden, geen verachtelijke of laffe mensen deelnemen, maar eerzame soldaten, echte heren en prinsen”, zo schreef hij. Met dit werk werden de spelregels van Calcio ook daadwerkelijk vastgelegd, dus in die zin zorgde de’Bardi wel voor een doorbraak in de sport. In "Discorso sopra il Gioco del Calcio Fiorentino" worden officieel de regels voorgeschreven en wordt beschreven op welke wijze het spel zou moeten verlopen. Het Calcio wordt als volgt gedefinieerd: "een openbaar spel van twee legergeledingen te voet en zonder wapens die op een aangename manier wedijveren om bij de ander een punt te maken."
Verder gaat ook hij in op de bal en de afmetingen en gewicht daarvan, zegt hij dat er op een groot en belangrijk plein gespeeld moet worden, zodat mensen kunnen komen kijken en gaat hij in op het aantal spelers en hoe die spelers gekleed moeten zijn.
In 1591 verscheen er een stadsgids, genaamd "Le bellezze di Firenze" (de schoonheden van Florence). Francesco Bocchi wijdde een passage aan het piazza Santa Croce, het plein waar de wedstrijden gespeeld werden, en liet het Calcio hierbij niet ongenoemd. Hij beschrijft hierbij met name de ruwheid van het spel en noemt kenmerken van de mannen die eraan deelnemen; sterk, robuust, trots et cetera.  

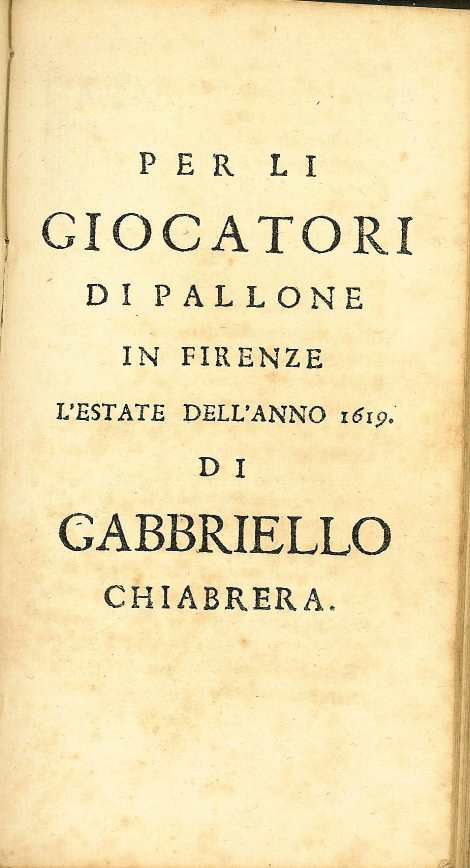
Voorblad van "Per lo gio gioco del pallone celebrato in Firenze"

Het Calcio later komt nog enkele naar voren in de literatuur, maar er wordt doorgaans weinig anders besproken dan eerdere schrijvers al hadden gedaan. Opvallend is wel dat de stijlen waarin er geschreven werd nogal varieerden. Zo is "Per lo gioco del pallone celebrato in Firenze", geschreven door Gabriello Chiabrera en gepubliceerd in 1618, een bijna poëtisch werk over de sport.

### Websites
- (it)  Website over Calcio
- (it)  Website over Calcio
- (it) Photogallery: parade and match on 24th june 2008

### Video
- (it)  Documentaire over Calcio (2013) Italiaans gesproken, Engels ondertiteld
- Volledige finale van 2013

### Documenten & artikelen
- (nl)  Artikel over het Calcio in 2013 van de Volkskrant
- (en)  Artikel over aanpassing antidoping regels
- (en)  Costumed with a medieval air - Calcio Storico Fiorentino - Costume Foot Ball Game in Florence, Italy
- (en)  A Point of View: Sporting spectacle on the piazza
- (it)  PDF document met de regels voor het organiseren van het Calcio[dode link]
- (it) Discorso sopra il gioco di Calcio fiorentino, Giovanni de'Bardi, volledige werk